# 149884 Radebeul
149884 Radebeul è un asteroide della fascia principale. Scoperto nel 2005, presenta un'orbita caratterizzata da un semiasse maggiore pari a 3,0481563 UA e da un'eccentricità di 0,0319325, inclinata di 10,88316° rispetto all'eclittica.